# Chùa Bồ Đề (Hà Nội)
Chùa Bồ Đề nằm ở phố Phú Viên, phường Bồ Đề, quận Long Biên, Hà Nội (trước kia thuộc huyện Gia Lâm, Hà Nội), cách bờ bắc cầu Chương Dương khoảng 500m về phía Nam. Nơi chùa chính thờ Phật pháp, vương triều nhà Trần, tam toà thánh Mẫu. Năm 2014,  Chùa Bồ Đề từng được gọi là "nơi bình yên" hay nơi cứu rỗi những mảnh đời bị bỏ rơi giữa chốn nhân gian.
Nơi đây là bến Bồ Đề, nơi Lê Lợi đóng quân đánh thành Đông Quan, đánh đuổi quân Minh xâm lược.
Chùa Bồ Đề có tên chữ là Thiên Sơn. Tấm bia cổ dựng năm Hoằng Định thứ 15 (1614) đời Lê Kính Tông có chép lại việc dựng lại chùa và ghi rõ "đại công đức Bồ Đề" của vua Lê Thái Tổ. Chùa chỉ còn tòa thượng 5 gian xây trên nền cao, dáng bề thế, cổ kính. Bồ Đề hiện nay là một phường thuộc quận Long Biên, thành phố Hà Nội, Việt Nam. Sở dĩ gọi là "Bồ Đề" vì xa xưa trong làng có hai cây bồ đề cao, nổi bật giữa những làng quê ven sông Hồng, ngang đỉnh tháp chùa Báo Thiên ở trong Kinh thành Thăng Long ở bên kia sông.
Chùa Bồ Đề còn có tên gọi là Thiên Sơn tự. Chùa toạ lạc tại thôn Phú Yên, xã Bồ Đề, huyện Gia Lâm, cách bờ Bắc cầu Chương Dương khoảng 500m về hướng Nam, nay thuộc quận Long Biên, thành phố Hà Nội. Đây là một ngôi chùa nữ và cũng là mái ấm tình thương đùm bọc, cưu mang trẻ mồ côi. Tương truyền chùa được xây trên đất dinh Bồ Đề của Lê Lợi khi vua bao vây thành Đông Quan năm 1472. Các tài liệu lịch sử còn ghi lại là: "Vua làm lầu nhiều tầng ở dinh Bồ Đề trên bờ sông Lô, cao bằng tháp Báo Thiên, hàng ngày ngự trên lầu quan sát vào trong thành xem giặc làm gì". Dinh được gọi tên là dinh Bồ Đề vì lúc ấy trong khuôn viên có hai cây bồ đề to. Tấm bia cổ dựng năm Hoằng Định thứ 15 (1614) đời Lê Kính Tông có chép lại việc dựng lại chùa và ghi rõ "Đại công đức Bồ Đề" của vua Lê Thái Tổ. Thế nhưng, cũng có nhiều ý kiến cho rằng chùa được xây từ cuối đời nhà Trần, trên một gò đất cao gọi là Núi Trời (nên còn có tên gọi là Thiên Sơn). Sau này, do bị chiến tranh tàn phá nên năm 1614, chùa được trùng tu tôn tạo trên nền chùa cũ và công đức khắc in vào hai quyển Pháp Hoa kinh để lưu hành. Đến giữa thế kỉ XVIII, chùa lại tiếp tục bị chiến tranh huỷ hoại. Năm Giáp Tuất đời Tự Đức 27 (1874), đại sư Thích Nguyên Biểu, tự hiệu Nhất Thiết đại sư (1835 - 1906) đến trụ trì và ngài đã trùng tu, tôn tạo trên nền chùa cũ gồm thượng điện rộng 5 gian, cho thỉnh thêm tượng Phật mới, chùa Hộ, nhà Thiêu hương, nhà Pháp bảo và cửa Tam quan. 
Đầu thế kỉ XX, chùa Bồ Đề trở thành trung tâm đào tạo tăng ni của thành phố Hà Nội, trực thuộc Giáo hội Phật giáo Việt Nam do Hoà thượng Thích Trí Hải đảm trách. Năm 1946, Pháp trở lại gây chiến, trung tâm đã dời đi nơi khác. 
Năm 1951, thành phố bị lũ lụt lớn, chùa bị sạt lở, chỉ còn lại toà thượng điện. Năm 1971, chùa một lần nữa được trùng tu như kê kích lại toàn bộ thượng điện và xây dựng lại hậu cung phía sau, nâng cao nền chùa. Năm 1986, chùa được trùng tu nhà Tổ, hậu liêu, nhà khách, nhà Tăng, nhà bếp cũng như khu vực nhà ở của hơn 50 cô nhi đang được nuôi dạy tại chùa. Năm 1999, chùa tiếp tục xây lầu bát giác và tôn trí tượng Bồ Tát Quan Thế Âm cao 3,2m.
Hiện nay, chùa là mái ấm tình thương dành cho các em bé mồ côi, cơ nhỡ, đồng thời cũng là điểm tham quan thu hút nhiều du khách trong và ngoài nước

## Các Thế Hệ Truyền Thừa Tại Tổ Đình Bồ Đề
- Thế hệ thứ nhất: Tổ Nguyên Biểu Thiền Sư, pháp húy Thích Nhất Thiết (1836 - 1906), thế danh Phạm Đình Vợi.
- Thế hệ thứ 2: Thích Quảng Trí, Thích Quảng Chấn, Thích Quảng Tựu, Thích Quảng Ích, Thích Quảng Gia.
- Thế hệ thứ 3: Thích Tục Kiên, Thích Tục Thức, Thích Tục Đương, Thích Tục Khê, Thích Tục Đoan (tổ Cao Đà Thích Thông Đoan).
- Thế hệ thứ 4: Thích Tâm Tịch.
- Thế hệ thứ 5: Thích Bảo Nghiêm (1956), Thích Nguyên Hạnh (1957), Thích Nguyên Huân (1967, giám viện tổ đình).

Ngoài ra Hòa thượng Thích Thanh Nhiễu phó chủ tịch thường trực hội đồng trị sự cũng thuộc sơn môn Bồ Đề.

## Các đời trụ trì
- Tổ Bồ Đề Thích Nguyên Biểu (1836 - 1906)
- Hoà Thượng Thích Trí Hải (1906 -1979)
- Hoà Thượng Thích Tâm Tịch (1915 -2005), đệ nhị pháp chủ GHPGVN
- Ni sư Thích Đàm Lan (1956)